# 六安瓜片
六安瓜片是产于中国安徽省六安的一种茶，中国十大名茶之一，其具体创制时间存疑，现其制作技艺为国家级非物质文化遗产。

## 历史
明朝初年，六安地区开始向朝廷进贡茶叶，明朝的《茶笺》中写道“六安茶：品亦精，入药最妙，但不善炒，不能发香而味苦”，此时徽州休宁的松萝茶极负盛名，六安地区因此发明出六安松萝，这可能是六安瓜片最早的前身。
此外，“六安瓜片”本身的出现有三种说法，虽然这三种说法可能都不正确，但至少可以确定“六安瓜片”一名出现于清末民初：
- 约1905年由六安的茶行六安齐头山后冲发明，因形似葵花子，称“瓜子片”，后简称“瓜片”；
- 约1905年，六安麻埠镇祝家楼有一家袁世凯的亲戚，袁世凯好茶，因此选择春茶的第一、二片嫩叶，投其所好而发明；
- 六安先生店镇老松窠朱家小姐自十多岁就开始参与家里的茶叶生意，后来觉得自家的茶叶不好而选择春茶的第一、二片嫩叶，发明此茶，后在1905年由祝家楼的袁世凯亲戚送给袁世凯品，受后者喜爱而出名。